# ThunderCats (serie de televisión de 2011)
ThunderCats es un reboot de la serie animada de televisión de Estados Unidos de la década de los ochenta, ThunderCats, producida por Sam Register, Ethan Spaulding y Michael Jelenic. Fue un reinicio de la serie original de Tobin "Ted" Wolf, producida por Warner Bros Animation, con la animación proporcionada por el estudio de animación japonés 4 °C.
La serie comenzó con el estreno de una hora de duración, en Cartoon Network el 29 de julio del 2011, y en Latinoamérica se estrenó el 30 de abril de 2012. El director de arte, Dan Norton confirmó la cancelación de la serie después de una temporada.

## Personajes

### Thundercats
- Lion-O / León-O: Rey heredero de Thundera hermano menor de Tygra. Posee la Espada de los Augurios, una antigua reliquia del Tercer Mundo, inicialmente es un príncipe rebelde que tiene la fama de ser un soñador con la cabeza en las nubes y férreo creyente de la Tecnología, que en Thundera es un mito equiparable a la fantasía, su padre tiene preferencia por su hermano adoptivo, lo que genera una rivalidad entre ambos de la que él siempre queda en segundo lugar.

- Tygra / Tigro: Hermano mayor de Lion-O  e hijo adoptivo del Rey Claudus, es un felino orgulloso y con el resentimiento de ser la sombra de su hermano al quitarle su reino, debido a que por derecho de sangre, Lion-O es destinado a gobernar. Posee un látigo y un brazalete con los cuales se hace invisible y también una pistola láser. Su armadura asemeja a la de Grune en ciertos aspectos, no se explica nunca el origen de la misma.

- Cheetara / Chitara: Miembro de los Clérigos de Jaga, inicialmente se muestra como una consejera y amiga cercana de Lion-O, mismo que confunde con verdadera amistad y amor,Como arma posee un báculo mágico extensible.

- Panthro / Pantro: Uno de los tres generales de Thundera, aunque nunca ejerce como tal al ser elegido como Lynx-O. A diferencia de la serie anterior, posee más musculatura, es calvo, tiene cicatrices en antebrazos, pecho y en la cara que asemeja estar tuerto. Es el más experimentado del grupo, fue hecho prisionero y fue gladiador en la ciudad de los Perros. Como arma posee sus clásicos nunchakus. Él y Grune fueron los dos mejores soldados de Claudus, hasta que se les envía a buscar el libro de los Augurios que causa la locura de Grune.

- Wily Kat / Felino: Hermano de Wily Kit hábil con cuerdas y trampas. Originalmente él y su hermana mendigaban en los barrios bajos de Thundera, se unen a Lion-O después de la destrucción de la ciudad; está obsesionado con la idea de encontrar la legendaria ciudad de El-Darah, debido a que su familia es pobre, decide fugarse junto a su hermana luego de la muerte de su padre.
- Wily Kit / Felina: Hermana de Wily Kat, posee una flauta cuya melodía hipnotiza a sus oponentes, del grupo tiene una confianza inquebrantable en Lion-O.

- Jaga: Líder del cuerpo de los Clérigos, una especie de guardia pretoriana, es consejero del Rey Claudus una figura paterna para Cheetara.

- Snarf:Una criatura que hasta ahora lleva su origen desconocido y tampoco no se sabe su especie. Snarf fue originalmente el encargado personal de Lion-O cuando el joven rey era un bebé. Él en la serie no habla. Ahora que Lion-O está completamente desarrollado y puede cuidar de sí mismo, Snarf es más que una mascota del joven señor. Snarf todavía se preocupa mucho acerca de Lion-O. Sin embargo es muy protector y leal con él.

- Lynx-O: Es el general de generales del ejército de Thundera, Lynx-O como ocurre con su contraparte en la serie original, es ciego, que vigila desde su Torre de los Augurios la entrada a Thundera.

### Villanos
- Mumm-Ra: Enemigo principal de los Thundercats, sus objetivos finales no son conocidos, aunque se explica a manera de mentira en el episodio Legacy (Legado), que quiere imponer el Orden a través del Universo, para ello busca las cuatro piedras de las que se conoce el nombre de tres de ellas (Tecnología, Guerra y Espíritu), en la serie trata de influir a Lion-O a tomar malas decisiones sobre intentar destruirle. A diferencia de la serie original, Mumm-Ra se ve con alas rotas de murciélago, crea la espada de Plun-Darr con la estrella de la que obtiene del mismo nombre, Leo, antiguo comandante de Mumm-Ra, forja a su vez la espada de Thundera con los restos dejados cuando se forjó la primera, Mumm-Ra es derrotado por Leo con la espada de los Augurios y encerrado en su sarcófago por miles de años, siendo liberado por Grune.

- Slithe / Reptilio u Ofidio: Es el general del ejército lagarto, no se conoce el momento en el que Mumm-Ra lo contacta o el origen de su odio hacia los Thundercats, es muy inteligente, estratégico, calculador y siempre es más frío de cabeza que el resto de sus subordinados, lo vemos al inicio en el episodio Augurios atacando a Thundera con una táctica parecida al caballo de Troya, es el único que no recibe un cambio de nombre.

- Kaynar: General de Mumm-Ra, psicópata esquizofrénico y desquiciado chacal y sediento de sangre, no se sabe nada de él salvo que es un chacal que iba a ser ejecutado en la ciudad de los Perros. Kaynar mata a Lion-O empujándolo de un acantilado en el episodio 15 "Las Pruebas de Lion-O Parte 1", no parece obedecer muy bien las órdenes que se le dan o es irreflexivo. Este personaje caracteriza a Chacalom su contraparte de la versión anterior.

- Addicus: General de Mumm-Ra, Pertenece a la raza de los simios (mandril), es un depredador, voraz, impulsivo y posee una fuerza bruta impresionante, es liberado por Mumm-Ra de una muerte segura, ejecutado por el reino de las aves (Poco después este en venganza se las devora a todas las especies avícolas), no se conoce nada de su pasado, a diferencia de Kaynar, es más proclive a obedecer. Este personaje caracteriza a Mandrilok su contraparte de la versión anterior.

- Vultaire: Se integra a las fuerzas de Mumm-Ra en la batalla de Avista traicionando a su gente, no se sabe si es nombrado general, pertenece a la raza de las aves (buitre) de Avista, a diferencia de la serie original, tiene cuello largo, joroba, alas y más plumaje; es un político y estratega cuyo nombre se inspira en Voltaire, se ve impresionado por la fuerza de Mumm-Ra y decide cambiar de bando, no se sabe si tiene las mismas habilidades de científico, aunque como pasa con Pumyra, puede no ser el caso. Este personaje caracteriza a Buitro su contraparte de la versión anterior.

- Grune: Es un general leal a Thundera y luego parcialmente leal a Mumm-Ra, que ambiciona la corona desde antes de conocer a Panthro, sus ambiciones se truncan cuando Claudus lo manda a recuperar el libro de los Augurios y nombra a Lynx-O general de sus ejércitos, después de años de vagar por el Tercer Mundo, Grune acusa a Claudus de intencionalmente enviarlo por el miedo a que él tomara la corona, Mumm-Ra influye en sus pensamientos hasta el punto que le libera de su prisión. Se queda encerrado en el Plano Astral donde Panthro pierde sus brazos, los creadores de la serie aseguraron que no estaba muerto. A diferencia de la serie original, no es el enemigo velado de Jaga, aunque Jaga guarda silencio sobre el Libro de los Augurios, que es el objetivo del viaje de Panthro y Grune, ya que él conoce de su localización como afirma Mumm-Ra al atrapar el alma del clérigo y usarla de faro que revela la posición del libro.

- Pumyra / Pumira: Ella es una soldado de Thundera que es capturada y enviada a las montañas de Plun-Darr y luego a la Arena de la ciudad de los perros, a diferencia de la serie original, no es una médico, como ocurre en la película Thundercats Ho!, Ratar-O la vuelve esclava. En esta adaptación odia a Lion-O, quien intentaba rescatarla de los juegos de gladiadores, Lion-O se siente atraído hacia ella, pero descubre que arrastra un terrible secreto, ha muerto en la invasión de Thundera y trabaja para Mumm-Ra por su odio hacia a Lion-O que culpa de haberla abandonado.

- Ancient Spirits / Antiguos Espíritus del Mal: Cuatro espíritus de intereses desconocidos que son la fuente de los poderes Mumm-Ra y sus amos eternos. Se asemejan a un lagarto, un chacal, un mono y un buitre. Los antiguos espíritus han desempeñado un papel en la creación de la Espada de Plun-Darr y han guiado a Mumm-Ra por el universo para supuestamente imponer el orden en el universo caótico. Únicamente son vistos en el episodio cuarto; Legacy (Legado) y en el episodio Native Son (Hijo Nativo), profetizando que Tygra sería un gran enemigo de ellos en el futuro, por lo que piden a Javan, padre de Tygra, que lo sacrifique, pero este termina por enviarlo lejos en un globo aerostático.

## Argumento
Conocemos a Lion-O, el descarriado príncipe del rey Claudus, fascinado por las antiguas historias sobre tecnología y viajes espaciales, quien está por recibir la Espada de los Augurios en una ceremonia de traspaso real, aunque al mentir sobre la visión que le revela el Ojo de Thundera debido a sus inseguridades, hace que su padre le quite la espada decepcionado, aduciendo que no está listo para gobernar.
Grune, un ambicioso y legendario general de Thundera, regresa de su inútil búsqueda de años por el libro de los augurios, perdiendo en el camino al general Panthro, amigo personal del rey Claudus, que muere "supuestamente" en una de tantas batallas por sobrevivir en el duro exterior del Tercer Planeta. 
Descubrimos las fricciones de Lion-O y su hermano adoptivo Tygra, que no puede acceder al trono debido a que la corona es una herencia de sangre.
El reino de Thundera es atacado y devastado por el ejército de los lagartos, Claudus culpa a Lion-O en un primer momento debido a que cree que la amabilidad de su hijo desata el ataque, pero con el tiempo se da cuenta de que no es así y el ataque es una estratagema de Grune para obtener la espada de los Augurios.
Claudus muere asesinado por Mumm-Ra, un ancestral ser maligno tan real como la tecnología en la que la gente no cree y ante la que cae el reino, Lion-O es capturado junto a su hermano. 
Lion-O es ayudado a escapar por los lagartos a los que previamente salvo de ser linchados, luego de un rescate donde por primera vez Lion-O usa la espada de los augurios en combate, Jaga, líder de los clérigos y consejero del rey Claudus, le encarga la búsqueda del Libro de los Augurios, revelándole que él sabe su ubicación.
La tarea lo llevará a las piedras mágicas, con las cuales Lion-O debe unir al Tercer Planeta para la batalla final contra el ser inmortal, maestro del disfraz y el engaño.
Lion-O no está solo, acompañado por su hermano el príncipe Tygra, la Clérigo Cheetara, los cachorros "huérfanos" Wily Kit y Wily Kat y poco después Panthro, quien en realidad no está muerto, al tiempo que aprende a ser un rey digno de su gente, experimentando los fracasos y las victorias que formaran su carácter como el líder al que está destinado a convertirse.

## Producción

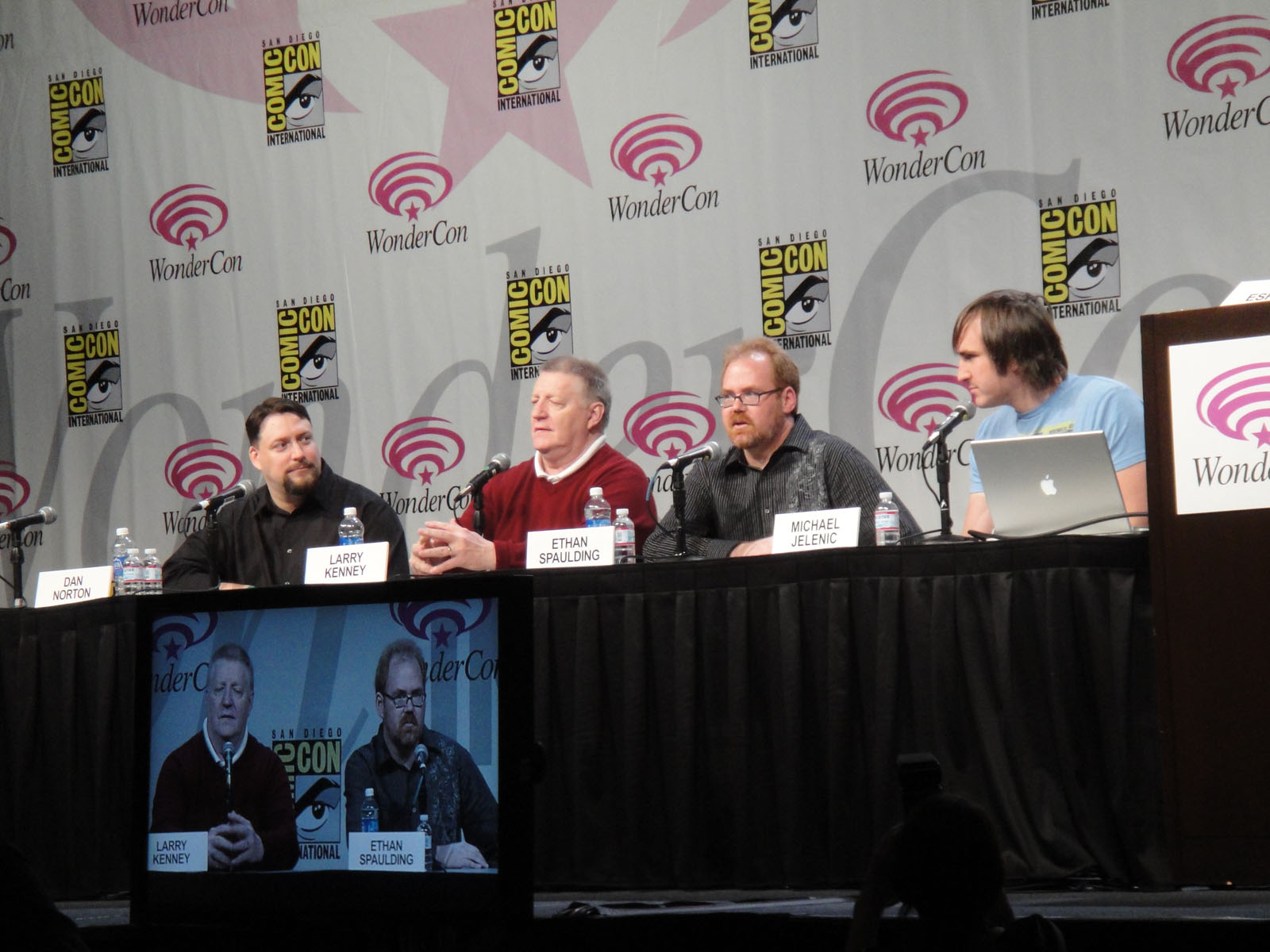
En la imagen esta el director de arte Dan Norton, el actor de voz Larry Kenney, y los productores Ethan Spaulding y Michael Jelenič.

Antes de la producción, los productores Michael Jelenic y Ethan Spaulding planearon la trama de la serie en reinicio estaría compuesta de 52 episodios de 26 capítulos cada temporada. Jelenic y Spaulding comentaron que la trama de esta nueva serie animada sería más oscura que la primera versión.
Kevin Kliesch compuso la música para la serie, utilizando una combinación de la electrónica y la orquesta tradicional.
Han confirmado que habrá otra temporada donde Pumyra es realmente leal a los Thundercats.

### Post-continuación
En una entrevista con Dan Norton, Shannon Eric Denton, y Larry Kenney en Power-Con, mencionaron que si había una segunda temporada, que sería la mano de detalle Mumm-Ra en la creación de los Snarfs, la historia de Slithe con Lynx-O (que también explicaría cómo Slithe y los lagartos llegaron a estar del lado de Mumm-Ra), y Pumyra se estaría transformando en un monstruo insectoide malvado en una misión para capturar a los ThunderCats. El nombre de la piedra final también se reveló como la Piedra del Alma. Sin embargo el formato será solo visto en las cadenas de MTV y será también visto en Japón.

## Episodios
| Temporada | Temporada | Episodios | Estados Unidos         | Estados Unidos         | Latinoamérica       | Latinoamérica      | España             | España             |
| Temporada | Temporada | Episodios | Comienzo               | Final                  | Comienzo            | Final              | Comienzo           | Final              |
| --------- | --------- | --------- | ---------------------- | ---------------------- | ------------------- | ------------------ | ------------------ | ------------------ |
|           | 1         | 26        | 29 de julio de 2011    | 16 de junio de 2012    | 30 de abril de 2012 | 25 de mayo de 2012 | 29 de mayo de 2012 | 30 de mayo de 2012 |
|           | Corto     | 1         | 6 de diciembre de 2011 | 6 de diciembre de 2011 | 30 de abril de 2012 | 25 de mayo de 2012 | 29 de mayo de 2012 | 30 de mayo de 2012 |

## Comentarios
Brian Lowry de Variety dio al estreno una crítica agridulce, indicando que la serie fue diseñada como una estratagema de marketing para una nueva línea de juguetes de los Thundercats. Lowry terminó su opinión afirmando que "Thundercats" representa una vuelta a los tristes juguetes impulsados por la década ochentera, un periodo que parece destinado a seguir regresando tanto del pragmatismo como la nostalgia. "El estreno ThunderCats alcanzó una calificación de 0,8 y más de 2,4 millones de espectadores. IGN le dio al episodio piloto una calificación de 9 sobre 10.

## Reparto

### Voces principales
| Personaje           | Actor de voz             | Actor de doblaje (Latinoamérica) | Actor de doblaje (España) |
| Lion-O              | Will Friedle             | Jhonny Torres                    | Roger Isasi-Isasmendi     |
| Tygra               | Matthew Mercer           | Rolman Bastidas                  | Juan Antonio Soler        |
| Cheetara            | Emmanuelle Chriqu        | Lileana Chacón                   | Eva Ordeig                |
| Panthro             | Kevin Michael Richardson | Ledner Belisario                 | -                         |
| Snarf               | Satomi Kōrogi            | Fernando Márquez                 | -                         |
| Wily Kat (o Felino) | Eamon Pirrucello         | Maythe Guedes                    | Pepa Pallarés             |
| Wily Kit (o Felina) | Madeleine Hall           | Stefany Villarroel               | Victoria Ramos            |
| Lynx-O              | Kevin Michael Richardson | José Granadillo                  | -                         |
| Pumyra              | Pamela Adlon             | María José Estévez               | -                         |
| Jaga                | Corey Burton             | Luis Miguel Pérez                | -                         |
| Claudus             | Larry Kenney             | Roberto Dirani                   | Ramón Canals              |
| Mumm-Ra             | Robin Atkin Downes       | Armando Volcanes                 | -                         |
| Ofidio              | Dee Bradley Baker        | Guillermo Martínez               | -                         |
| Addicus             | Robin Atkin Downes       | Renzo Jiménez                    | -                         |
| Kaynar              | Dee Bradley Baker        | Angel Mujica                     | -                         |
| Grune               | Clancy Brown             | David Silva                      | Miguel Calvo              |
| Anet                | Kevin Michael Richardson | Juan Guzmán                      | -                         |

### Voces adicionales
- Patrick Cavanaugh - Emrick Adulto (ep. 4)
- Richard Chamberlain - Zigg (ep. 11)
- Robin Atkin Downes - Javan (ep. 17)
- Jim Cummings - Antiguos Espíritus del Mal, Caspin (ep. 17)
- Grey DeLisle - Cheetara (Niña) (ep. 12)
- Héctor Elizondo - Viragor (ep. 11)
- Miguel Ferrer - Duelista (ep. 8)[9]
- Carl Jones - Alley Cat (ep. 1), Lagarto #1 (ep. 1)
- Larry Kenney - Claudus (ep. 1, 2)[10]
- Juliet Landau - Madre de Leon-O (ep. 17)
- Jim Meskimen - Vendor (ep. 8), Aburn (ep. 10, 12)
- Rob Paulsen - Shen (ep. 7), Rezard (ep. 7)
- Jon Polito - Conquedor (ep. 9)
- Stephen Root - Drifter/Hattanzo (ep. 8)[9]
- Atticus Shaffer - Emrick Niño (ep. 4)
- Tara Strong - Lion-O Niño (ep. 13)
- Cree Summer - Panthera (ep. 7)